# Прикомандированные журналисты

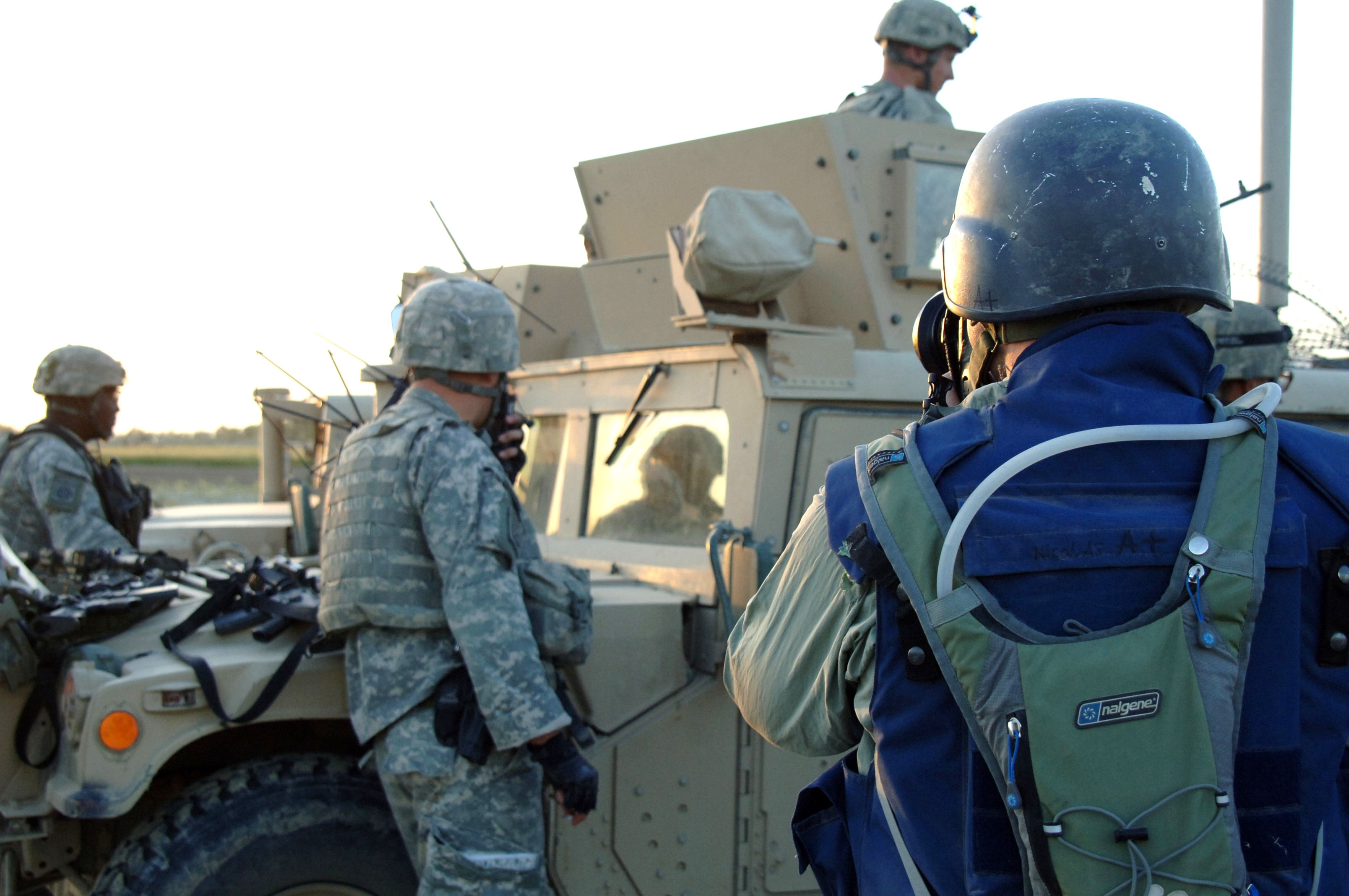
Штатские журналисты, прикомандированные к вооруженным силам, фотографируют американских солдат в Афганистане, 2007 год

Термин «прикомандированные журналисты» относится к военным корреспондентам, которых прикрепили к воинским соединениям, принимающим участие в вооруженных конфликтах. Хотя этот термин применим ко многим историческим взаимосвязям между журналистами и военнослужащими, впервые он был использован при освещении в СМИ Иракской войны в 2003 году. Вооружённые силы США уступили давлению со стороны американских средств массовой информации, которые были разочарованы уровнем доступа СМИ к освещению событий во время войны в Персидском заливе в 1991 году и во время Войны в Афганистане (с 2001).
В начале войны в марте 2003 года 775 корреспондентов и фотографов приняли участие в кампании в качестве прикомандированных военных корреспондентов. Эти корреспонденты подписали контракты с военным ведомством, в которых они давали обязательство не публиковать информацию, содержащую сведения о расположении войск, планирующихся операциях и вооружении.[прояснить] Подготовка военных корреспондентов началась в ноябре 2002 года, еще до начала войны. Когда подполковника морской пехоты США Рика Лонга спросили о том, почему военное ведомство решило прикомандировать журналистов к войскам, он ответил: «Честно говоря, наша работа заключается в том, чтобы выиграть войну. Сюда входит и победа в информационной войне. Поэтому мы пытаемся захватить господство в информационной среде».
Джина Кавалларо, корреспондент Army Times сказала: «Они [журналисты] надеются, что военные будут допускать их туда, куда бы им хотелось попасть, в результате чего военное ведомство будет с большим благоразумием относиться к освещению его деятельности средствами массовой информации». Но, добавила она: «Я вовсе не считаю, что это плохо».

## Усиление контроля со стороны военного ведомства
Первым журналистом, нарушившим в Ираке правила американской военной цензуры, был фрилансер Филип Смакер, который по заданию «Christian Science Monitor сопровождал первую дивизию морской пехоты. Смакер не был официально прикомандирован, но считалось, что все журналисты, находящиеся на театре военных действий, находятся под надзором Пентагона. 26 марта 2003 года, во время интервью с CNN, Смакер раскрыл расположение подразделения морской пехоты, так же, как он это сделал во время интервью с NPR. После этого он был выслан из расположения войск.
Всего четыре дня спустя, корреспондент канала Fox News, Херальдо Ривера во время трансляции из Ирака сообщил подробности о расположении и планах американских войск. „Позвольте мне нарисовать для вас схему“, сказал он, делая перед камерой отметки на песке. „Во-первых, я хочу пояснить, что здесь отмечено расположение наших войск. Мы владеем этой территорией. Это примерно 40 %, может быть, даже немного больше“. В другой раз, пожаловался пресс-секретарь Центрального командования вооружённых сил США, Ривера „на самом деле раскрыл время атаки до её начала“. Хотя Ривера, как и Филипп Смакер, не был официально прикомандирован, его быстро выдворили обратно в Кувейт. Через неделю Ривера извинился. „Мне очень жаль, что это случилось“, сказал он на канале Fox News, и я уверяю вас, что это была случайность. Никто не пострадал от того, что я сказал. Ни одна операция не была сорвана». Тем не менее, судя по отзывам, признал он, «я действительно нарушил одно из правил, связанных с прикомандированием».
В декабре 2005 года американская коалиционная группировка наземных войск в Кувейте лишила полномочий двух прикомандированных на две недели журналистов, выполнявших задание газеты Virginian-Pilot из Норфолка, штат Вирджиния, утверждая, что они нарушили запрет на фотографирование поврежденных транспортных средств.

## Критика
Этика прикомандированных журналистов считается спорной. Эта практика была подвергнута критике как часть пропагандистской кампании и стремление разделить журналистов и гражданское население и заставить их сочувствовать силам, осуществляющим вторжение; в качестве примера можно назвать такие документальные фильмы, как: War Made Easy: How Presidents & Pundits Keep Spinning Us to Death и The War You Don't See.
Критики прикомандирования возражали, что уровень военного надзора был слишком строгим, поэтому прикомандированным журналистам пришлось делать репортажи, пронизанные слишком явной симпатией к участникам войны с американской стороны, в результате чего возник альтернативный термин «карманные» журналисты. «Это корреспонденты, которые ездят в танках и бронетранспортерах», сказал журналист Гей Талес в интервью, «которые послушно выполняют волю военного ведомства, и становятся талисманами для военных. Будь моя воля, я бы разогнал всех прикомандированных журналистов! … Есть сюжеты, которые можно было бы воплотить, но этого не сделано. Я говорил это много раз».
14 июня 2014 года, New York Times опубликовала критику действий прикомандированных журналистов, как во время американской военной оккупации Ирака, так и во время войны в Афганистане (с 2001). Статья была написана рядовым Челси Мэннинг, бывшим аналитиком разведки армии США, отбывшим тюремный срок за утечку крупнейшего в американской истории пакета секретных документов. Ни в одной точке за время моего пребывания в Ираке в 2009-10 годах, написал Мэннинг, не было более десятка американских журналистов, освещающих военные операции, и это в стране с населением 31 миллион человек, при 117 тысячной группировке американских военнослужащих. Мэннинг обвинил военных чиновников по связям с общественностью в том, что проверка репортеров использовалась для того, «чтобы отсеивать тех, кто, скорее всего, стал бы критически освещать события». Он также отметил, что, как только журналисты становились прикомандированными, они, как правило, старались «избегать спорной трактовки, которая могла бы вызвать недовольство» из-за опасения потерять доступ к информации. «В результате», пишет Мэннинг, «ограничивается доступ американской общественности к фактам, что лишает её возможности оценивать поведение американских чиновников». Мэннинг отметил: «Эта практика ограничения доступа прессы была оспорена в суде в 2013 году внештатным корреспондентом Уэйном Андерсоном, который утверждал, что не нарушал соглашения, но его полномочия были прекращены после публикации негативных отчетов о конфликте в Афганистане.
Определение, вынесенное по его делу, поддержало позицию военных, заключавшуюся в том, что статус и права прикомандированных журналистов не прописаны в конституции».

## Опасности
Как во время Иракской войны, так и во время войны в Афганистане (с 2001), самодельные взрывные устройства (СВУ) широко использовались против возглавляемых США коалиционных сил, и стали причиной большинства жертв среди коалиционных войск. Журналисты, сопровождавшие сухопутные войска, подвергались тому же риску.]. 29 января 2006 года второй ведущий World News Tonight Боб Вудрафф и оператор Дуг Вогт, прикомандированные к 4-й пехотной дивизии (США), были тяжело ранены вместе с иракским солдатом. Это произошло, когда их конвой попал в засаду возле Таджи в Ираке, и под ними взорвалось самодельное взрывное устройство. В момент нападения Вудрафф и Фогт были незащищены, так как стояли на заднем люке бронемашины, снимая на видео патруль.

## Список литературы
1. ↑  Reporters, commentators visit Berkeley to conduct in-depth postmortem of Iraq war coverage. Дата обращения: 9 ноября 2014. Архивировано 9 июня 2007 года.
2. ↑  Pros and Cons of Embedded Journalism. Дата обращения: 30 сентября 2017. Архивировано из оригинала 4 июля 2007 года.
3. ↑  War in Iraq — Media embed ground rules Архивировано 2 сентября 2009 года.
4. ↑  Flabby journalists sent to boot camp
5. ↑  Postmortem: Iraq war media coverage dazzled but it also obscured. Дата обращения: 9 ноября 2014. Архивировано 10 июня 2007 года.
6. ↑  Embedded — Sourcewatch. Дата обращения: 9 ноября 2014. Архивировано 9 ноября 2014 года.
7. ↑  Journalists Face the Challenges of Wartime Ethics: Journalists Pay the Consequences of Revealing „Too Much“. Дата обращения: 9 ноября 2014. Архивировано 22 апреля 2015 года.
8. ↑  A NATION AT WAR: COVERAGE; Pentagon Says Geraldo Rivera Will Be Removed From Iraq. Дата обращения: 30 сентября 2017. Архивировано 13 апреля 2016 года.
9. ↑  Geraldo: I Messed Up, But 'Nobody Was Hurt'
10. ↑  MRE Criticizes Expelling of Embeds Over Pix of Shot-Up Humvee. Дата обращения: 9 ноября 2014. Архивировано 9 ноября 2014 года.
11. ↑  Knightley, Phillip. The First Casualty, 1975. p. 333
12. ↑  «Embedistan». Дата обращения: 9 ноября 2014. Архивировано 28 августа 2010 года.
13. ↑  «Embedistan: Embedding in Iraq During the Invasion and the Drawdown». Дата обращения: 9 ноября 2014. Архивировано 23 августа 2010 года.
14. ↑  Interview with Gay Talese, David Shankbone, Wikinews, October 27, 2007.
15. ↑  The Fog Machine of War. Дата обращения: 30 сентября 2017. Архивировано 15 сентября 2017 года.
16. ↑  « How journalists embedded in Afghanistan are too close for comfort — Improvised explosive devices have killed and injured several journalists in the past year, with several more people being victims of kidnapping». Дата обращения: 9 ноября 2014. Архивировано 28 января 2012 года.
17. ↑  «UNESCO deplores recent killing, abduction of journalists in Afghanistan». Дата обращения: 9 ноября 2014. Архивировано 10 октября 2012 года.
18. ↑  Woodruff, Cameraman Seriously Injured in Iraq. Дата обращения: 9 ноября 2014. Архивировано 9 ноября 2014 года.